# Harley-Davidson Progetto NOVA
La NOVA è un progetto di motocicletta stradale sviluppato dal 1976 a 1981 dall'AMF-Harley-Davidson e Porsche, mai entrato in produzione, precursore di soluzioni tecniche usate oggi nei modelli Harley-Davidson V-Rod.

## Contesto storico
La grave crisi finanziaria portò nel 1969 alla vendita da parte degli eredi dei fondatori (Davidson) a favore della American Machine and Foundry “AMF” (compagnia metallurgica), portando quindi alla nascita della AMF-Harley-Davidson (marchio presente anche sui serbatoi della Harley del periodo). Dall’inizio degli anni ’70 a spopolare nelle vendite erano le 4 cilindri giapponesi capitanate da Honda e Kawasaki. Anche AMF-Harley-Davidson nel 1976 per cercare di ritornare a fare utili, decise di iniziare lo sviluppo di un nuovo modello innovativo che si distaccasse dai bicilindrici raffreddati ad aria prodotti fino ad allora, cercando di agganciare il mercato del tempo “performance oriented”.

## Progetto NOVA
Con un investimento milionario, il progetto “NOVA” nacque per lo sviluppo di una motocicletta tecnologicamente avanzata, che rompesse con l’eredità old-style di Harley Davidson.
Fu scelto come partner tecnologico la tedesca Porsche per il suo “know-how” nel campo dei motori ad alte prestazioni.
La linea guida per lo sviluppo del nuovo modello fu quella di creare una moto turistica ma con alte prestazioni motoristiche, con protezioni aerodinamiche e buona capacità di carico bagaglio, con il meglio che la tecnologia del tempo potesse offrire.
Il progetto NOVA partì dallo studio di un nuovo motore superquadro a V di 60°, raffreddato a liquido, con distribuzione a valvole in testa, e un contralbero di bilanciamento per la riduzione delle vibrazioni. Le basi di studio furono un motore modulare con molteplici parti comuni per poter produrre sulla stessa linea un bicilindrico da 400 a 500 cm³, un quadricilindrico da 800 a 1000 cm³ e V6 da 1200 a 1500 cm³. Con il proseguire degli studi l’ingegneria puntò per primo sul quadricilindrico a V da 800 cm³ che sviluppava una potenza di 135 CV chiamato “NOVA8”. Il motore con ridotta corsa dei pistoni, consentiva di ottenere regimi di rotazione molto più alti dei Big-Twin prodotti da Harley Davidson fino ad allora. Il 4 cilindri con un rapporto di corsa/alesaggio di 1,28/1 permetteva di ottenere una velocità di rotazione di quasi 10.000 giri/minuto, impossibile da raggiungere per i Big-Twin Harley, che con una corsa di quasi 4 pollici possono girare al massimo circa a 5000 giri/minuto.
La distribuzione era gestita da 2 valvole per cilindro, comandati da alberi a camme contrapposti sopra le teste, soluzione meno complicata che Harley scelse per rimanere vicino alle sue filosofie conservatrici, prevedendo comunque nelle teste la possibilità di passare alla distribuzione a 4 valvole per cilindro senza ridisegnare il lay-out.
Porsche sviluppò un nuovo blocco cambio a 5 velocità, per ogni variante di motore della serie NOVA.
L'alimentazione era gestita da un carburatore, ma anche in questo caso, gli ingegneri prevedettero già l’introduzione dell’iniezione elettronica.
Il nuovo telaio in acciaio che utilizza il motore come parte strutturale di esso fu completamente sviluppato dall'ingegneria AMF-Harley Davidson. Questo sistema di utilizzo del motore permette di alleggerire la moto perché non è più necessaria una culla che contenga il propulsore, ma è il motore che fa parte della struttura portante.
Il serbatoio del carburante fu spostato dalla sua posizione tradizionale al sotto sella, sopra il parafango posteriore e nei fianchetti laterali. Nella zona destra sotto la sella all’altezza del passeggero fu posizionato il tappo serbatoio. Questa innovativa posizione permette di ottenere un baricentro più basso aumentando l’agilità della moto, a discapito della capacità rispetto ad un serbatoio convenzionale. Dato che il carburante era contenuto anche nei fianchetti laterali, ben al di sotto del carburatore, fu prevista una pompa elettrica per portare la benzina al carburatore.
Willie G. Davidson, che era il supervisore del progetto NOVA, si rifiutò categoricamente di posizionare il radiatore di raffreddamento motore dietro la ruota di fronte al motore, come veniva fatto sulle moto giapponesi. Ottenne di posizionarlo sotto la sella dietro al motore in maniera orizzontalmente, e il flusso d’aria era assicurato da delle prese ad alta portata poste di fianco al finto serbatoio. L’idea della posizione del radiatore scaturita per una scelta stilistica, si trasformò in un vantaggio tecnico. Le bocchette di aspirazione poste in alto, impedivano a sporco e residui di entrare in contatto con il radiatore, e soprattutto essendo l’aria veicolata ad alta pressione dai tubi anche il radiatore poteva essere utilizzato con maggiore efficienza.
Sulla NOVA il motore è lasciato completamente a vista aveva un aspetto pulito, caratteristica ottenuta dal radiatore nascosto e l’assenza dei tubi telaio della culla. Le piccole alette di raffreddamento ad aria ricordavano la tradizione dei Big-Twin.
Ciò che sembra essere un serbatoio benzina al di sopra della telaio è un air-box per mettere in pressione l’aria poi portata nel motore e nel radiatore. Una elettroventola ad induzione assicurava un adeguato flusso d'aria al radiatore anche quando la moto era ferma.
Sopra all’airbox (o falso serbatoio) dove convenzionalmente si trova il tappo benzina, è installato un pannello con le spie (Pressione olio, frecce, folle, abbaglianti). Al centro del manubrio, si trova posizionato un pannello con tre indicatori di diverse dimensioni e posizionato in modo asimmetrico (Odometro, contagiri ed orologio).
Frontalmente una grossa carenatura con parabrezza trasparente spiovente, con integrati due altoparlanti per un futuro impianto stereo (Il disegno della carenatura è stato ripreso dopo pochi anni sulla nascente Harley Davidson Tour Glide). Nella versione turistica fu previsto un bauletto posteriore e due borse laterali rigidi con indicatori di direzione integrati. (Anche questo verrà ripreso nel Tour Glide).
All’inizio della progettazione la trasmissione finale doveva essere ad albero cardanico, soluzione adottata da Harley Davidson solo nei modelli XA della Seconda Guerra Mondiale, ma nonostante i vantaggi della trasmissione ad albero in termini di pulizia e manutenzione, questa tipologia di trasmissione era vista dagli ingegneri Harley come troppo complessa e pesante, e soprattutto costosa da riparare o sostituire. Poi la posizione trasversale dell’albero motore obbligava ad usare diverse coppie coniche a 90° per far girare il cardano. In fase di studio fu ipotizzato anche un motore a V da 90° con teste sporgenti (vedi Moto Guzzi), che avrebbe permesso di eliminare una coppia conica. Nell’autunno del 1979 con il successo della FLT Tour Glide con trasmissione a cinghia gli ingegneri Harley decisero definitivamente di indirizzare l’uso di questo tipo di trasmissione anche sulla NOVA, soluzione migliore per ragioni di leggerezza ed economicità.
Ogni variante del modello, con e senza protezione aerodinamica, fu studiata nel tunnel del vento, sotto la direzione di Willie G. Davidson, il tutto per eliminare quasi completamente le turbolenze massimizzando l’estetica.
Negli anni di lavoro sul progetto NOVA, la AMF sotto la presidenza di Rodney C. Gott, in previsione dell’uscita di questo nuovo modello, acquistò lo stabilimento produttivo di York. Tra il 1978 e il 1980 la Harley Davidson era tra i core business dell’AMF, e gli investimenti continuavano. Oltre al progetto NOVA, la Motor Company lavorava allo sviluppo di un nuovo motore Big-Twin per sostituire lo Shovelhead.
Nel 1980 quando Gott si ritirò lasciando la presidenza a Tom York, la strategia commerciale di AMF cambiò e non puntò più sulla produzione di motociclette e venne quasi lasciata fallire la Harley Davidson.
Nel tardo 1981 all’arrivo dei 13 investitori (gang of 13), compreso Willie G. Davidson, la Harley tornò in mano a privati, e nel suo progetto di ristrutturazione si puntò a riportare grande l’eredità di Harley Davidson con i V-Twin e le moto con linee nostalgiche. Fu per questo che nel 1981 dopo aver ormai completato anche le prove in strada, ed un investimento finale di circa 15 milioni di dollari, il progetto NOVA fu abbandonato definitivamente.

## Eredità
La NOVA non vide mai la luce, e rimase solo un progetto, però molte soluzioni studiate da Harley Davidson e Porsche furono introdotte nei modelli di produzione del tempo, come la protezione aerodinamica del Tour Glide che ancora oggi troviamo nel Road Glide.
Le soluzioni innovative per il tempo vennero rispolverate alla fine degli anni novanta, quando la Motor Company decise (come avvenne nel 1976) di progettare una motocicletta tecnologicamente avanzata ad alte prestazioni, e che si distaccasse dell’eredità Harley Davidson.
Ancora come nel 1976 fu scelto come partner tecnologico la Porsche, e si inizio a lavorare a quella che verrà chiamata VRSCA V-Rod.
Presentata nel 2002 una custom stradale ad alte prestazioni, che porta in sé l’eredità del progetto NOVA: motore a V da 60°, distribuzione in testa, serbatoio carburante nascosto sotto sella, raffreddamento a liquido e air-box al posto del serbatoio.